# Xarxa territorial de Museus de les Terres de Lleida i Aran

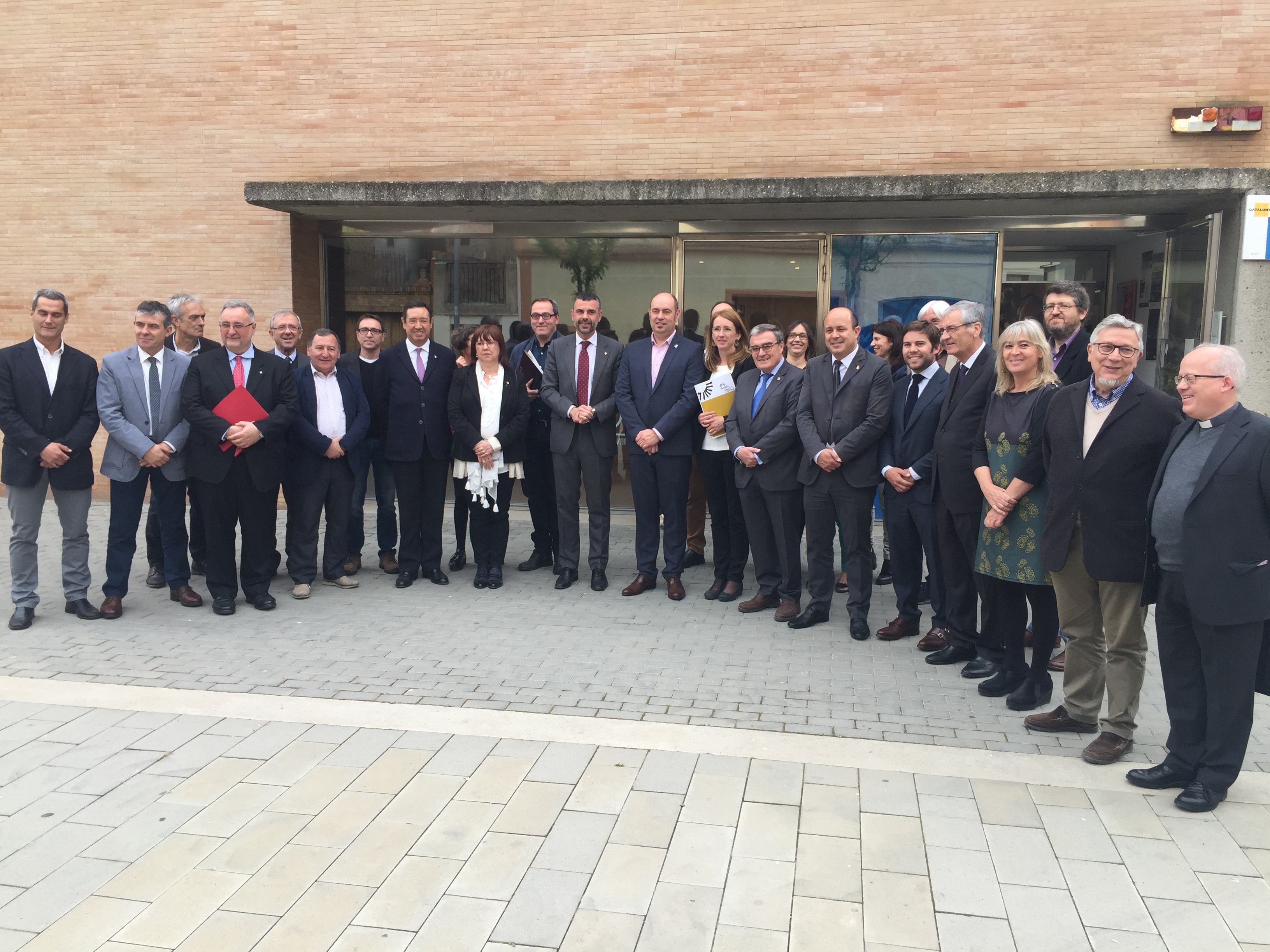
Constitució de la Xarxa

La Xarxa territorial de Museus de Lleida i Aran és una xarxa de museus de Catalunya que forma part del sistema de xarxes territorials de la Generalitat de Catalunya, que es despleguen en el conjunt del territori per tal de garantir la preservació i la difusió del patrimoni moble de Catalunya de manera concertada entre les diverses institucions que el gestionen, així com resoldre els desequilibris territorials i de distribució.

## Història
Va néixer oficialment el maig de 2016 amb un pressupost de 120.000 euros pel primer any. L'encarregat de gestionar la xarxa és el Servei d'Atenció als Museus (SAM), que està ubicat al Museu de Lleida: Diocesà i Comarcal. El Programa d'Actuacions dle primer any és resultat d'una obligació establerta en el Conveni Marc de la xarxa, signat el 7 de maig de 2015 per la Generalitat de Catalunya, la Diputació de Lleida, i els museus registrats de les Terres de Lleida i Aran que s'hi van adherir. A Catalunya més del 50% de museus tenen estructures mitjanes o petites (menys de sis persones de plantilla i un pressupost menor de 400.000 euros).

## Membres

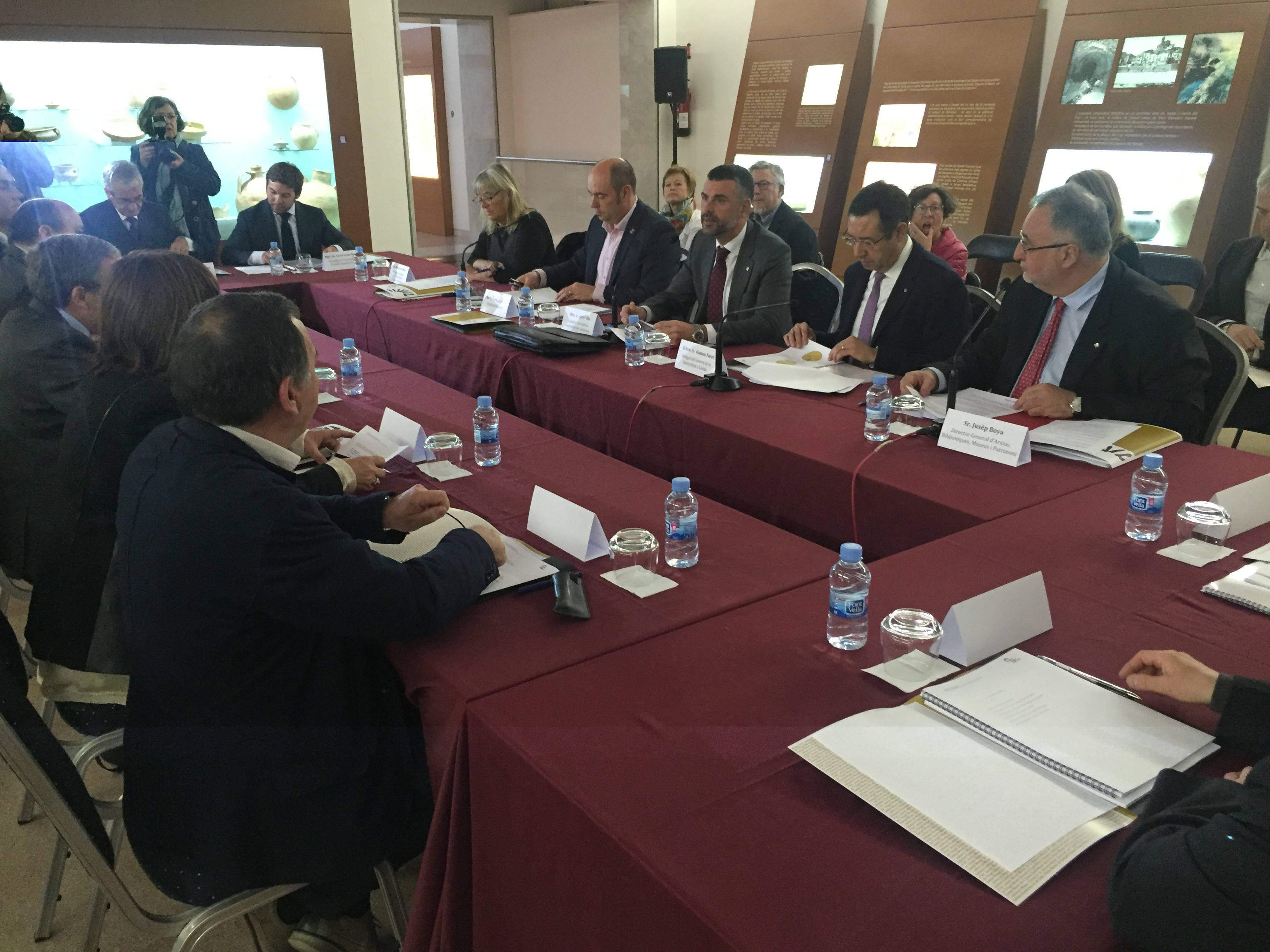

La Xarxa està formada per 10 museus registrats. Els seus objectius estratègics són incrementar i diversificar els públics per una millora del retorn social i de la seva visibilitat al servei de la ciutadania; contribuir en la millora de l'eficiència en l'organització i gestió per adaptar-se a les necessitats i reptes actuals; impulsar la recerca aplicada per tal d'augmentar la qualitat de les activitats; ajudar a mantenir les funcions de conservació, restauració i documentació per tal de garantir una òptima custòdia del patrimoni dels museus i, finalment, estimular el coneixement, la promoció i la dinamització del territori a partir del patrimoni material i immaterial representatiu de l'entorn.
Els museus que formen part de la Xarxa són:
- Ecomuseu de les Valls d'Àneu (Esterri d'Àneu)
- Museu Comarcal de Cervera (Cervera)
- Museu Comarcal de l'Urgell (Tàrrega)
- Museu d'Isona i la Conca Dellà (Isona i la Conca Dellà)
- Museu d'Art Jaume Morera (Lleida)
- Museu de la Noguera (Balaguer)
- Museu de Lleida: Diocesà i Comarcal (Lleida)
- Musèu dera Val d'Aran (Vielha e Mijaran)
- Museu Diocesà d'Urgell (la Seu d'Urgell)
- Museu Diocesà i Comarcal de Solsona (Solsona)[1]